# Kickxellales
Kickxellales är en ordning av svampar. Enligt Catalogue of Life ingår Kickxellales i divisionen oksvampar och riket svampar, men enligt Dyntaxa är tillhörigheten istället klassen Zygomycetes, divisionen oksvampar och riket svampar.
|              | Zygomycetes                     |
|              |                                 |
|              | Harpellales                     |
|              |                                 |
|              | Asellariales                    |
|              |                                 |
|              | Zoopagales                      |
|              |                                 |
|              | Mucorales                       |
|              |                                 |
|              | Mortierellales                  |
|              |                                 |
| Kickxellales | \| \| Kickxellaceae \| \| \| \| |
|              | \| \| Kickxellaceae \| \| \| \| |
|              | Entomophthorales                |
|              |                                 |
|              | Dimargaritales                  |
|              |                                 |
|              | Basidiobolales                  |
|              |                                 |
|              | Nothadelphia                    |
|              |                                 |
|              | Densospora                      |
|              |                                 |
|              | Spirogyromyces                  |
|              |                                 |
|              | Kickxellaceae                   |
|              |                                 |

|  | Kickxellaceae |
|  |               |

## Källor

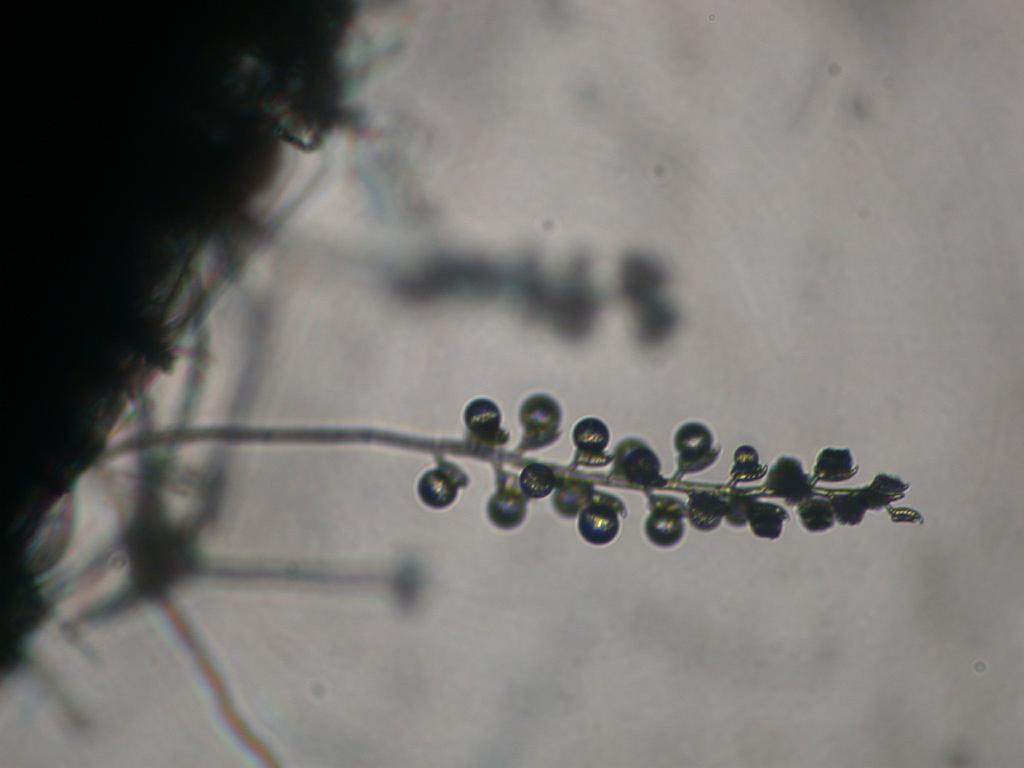
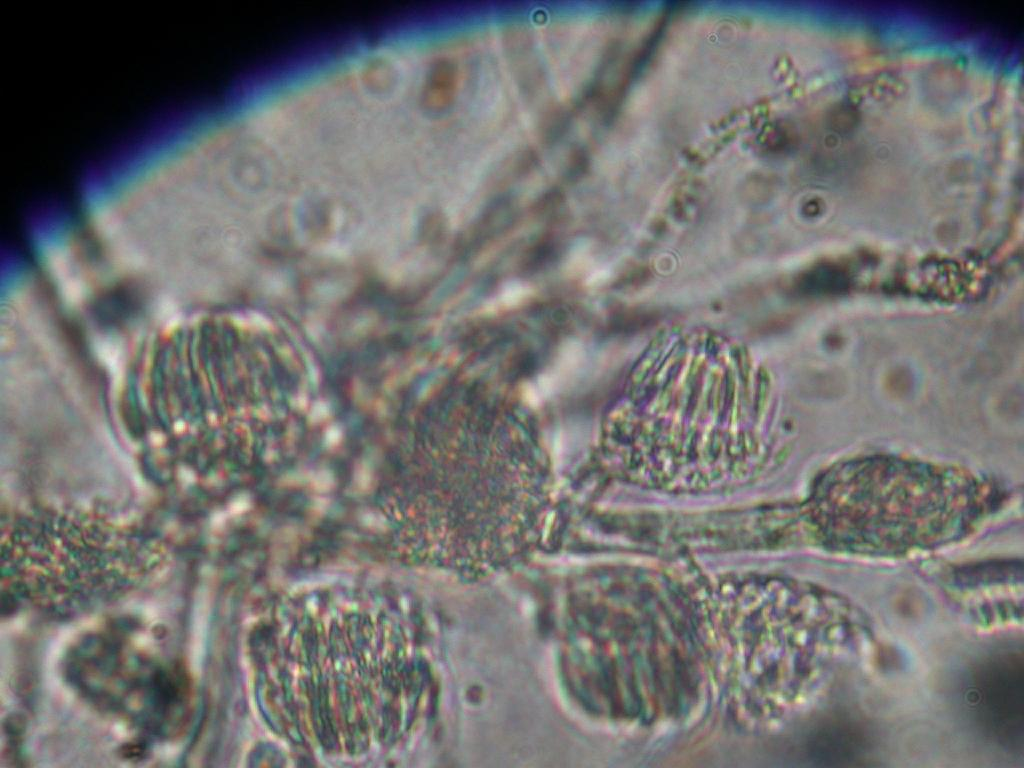
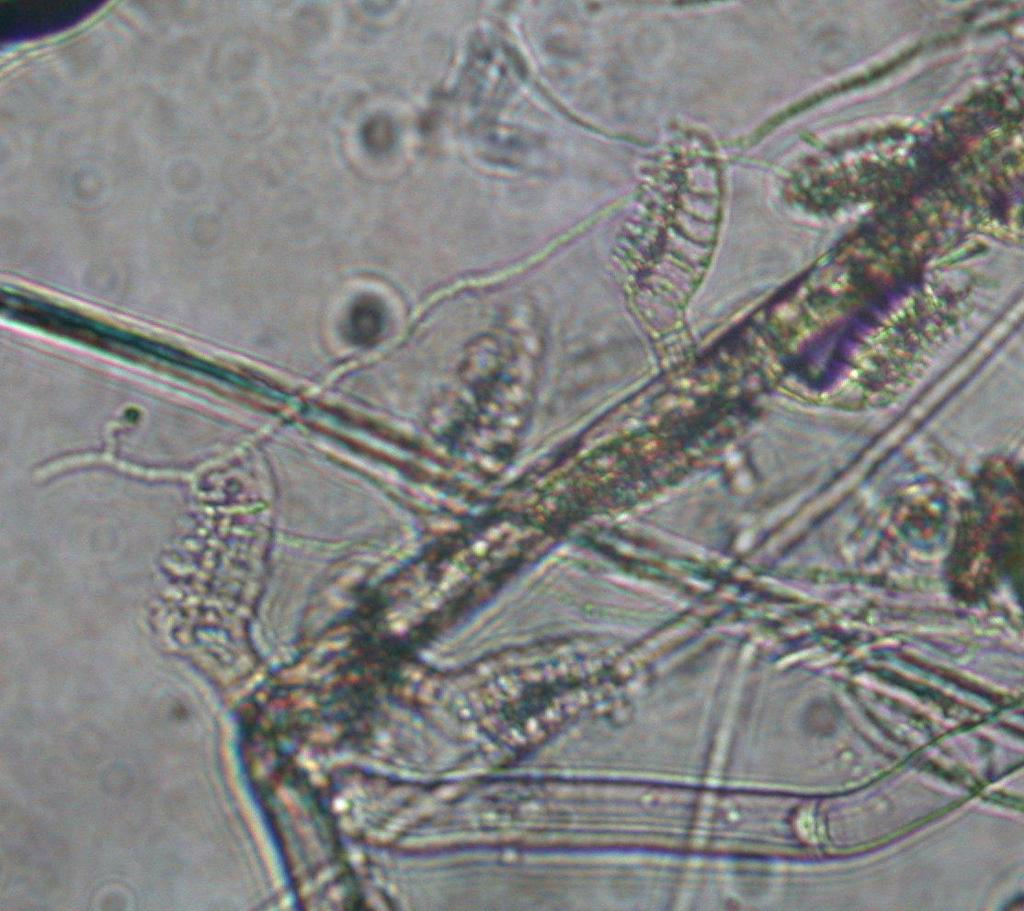